# Сизигиум масляный
Сизи́гиум ма́сляный (лат. Syzýgium oleósum) — вечнозелёное дерево, вид рода Сизигиум семейства Миртовые.
Ареал вида — Австралия: штаты Квинсленд и Новый Южный Уэльс.

## Биологическое описание
Цветёт маленькими бело-кремовыми цветками.
Плоды розово-фиолетовые, съедобные, со сладким ароматом и хрустящей мякотью. Они могут быть съедены в свежем или варёном виде, а также используются для приготовления джемов и желе.
Растение также выращивают в декоративных целях.

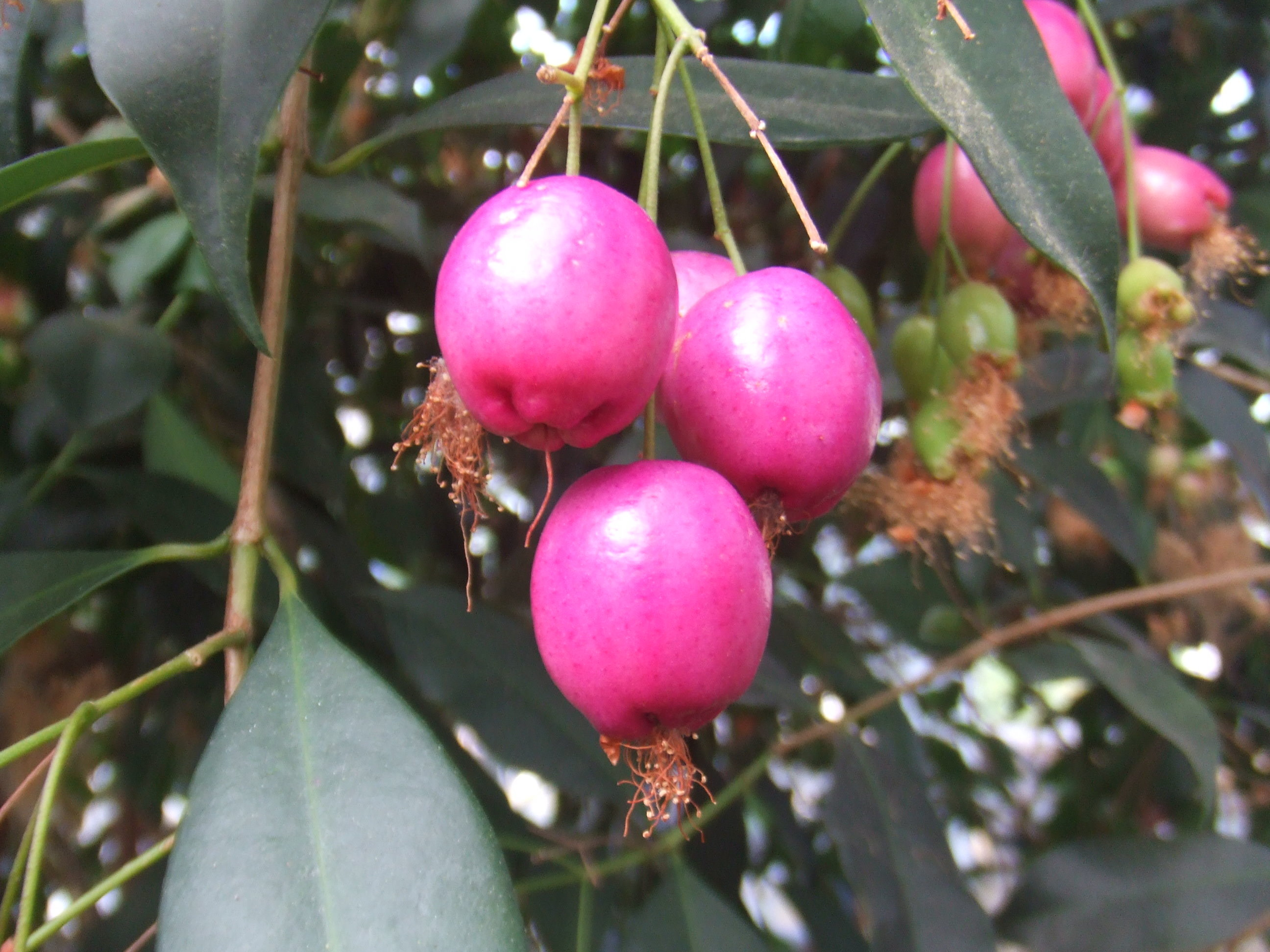
Плоды сизигиума масляного